# Olímpio Cipriano
Olímpio Cipriano (Luanda, 9 aprile 1982) è un ex cestista angolano.

## Carriera
Alto 192 cm per 93 kg, gioca come ala piccola nel Primeiro de Agosto e nella nazionale di pallacanestro dell'Angola.
Con la sua nazionale ha preso parte Olimpiadi 2004, ai Mondiali 2006 e 2010, e ai Campionati Africani dall'edizione 2005, quando fu eletto miglior giocatore del torneo.